# Carl Frederic Aagaard

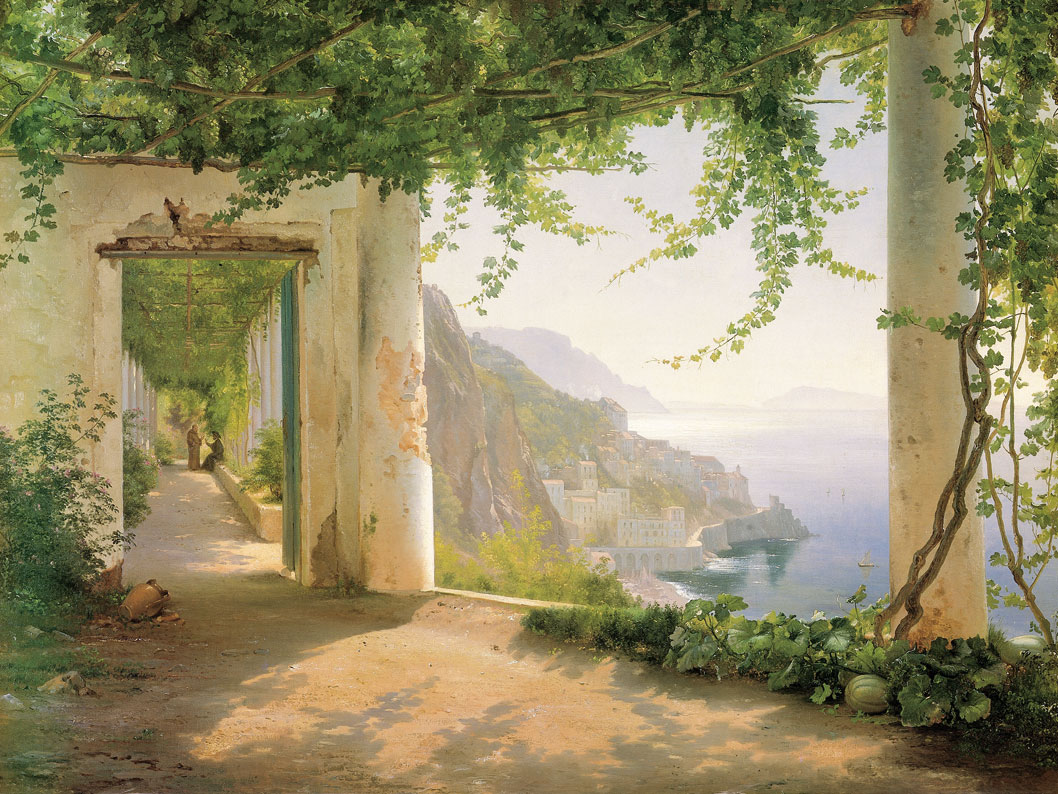
Obraz Aagaarda pt. Amalfi dai Cappucini

Carl Frederic Aagaard (ur. 29 stycznia 1833 w Odense, zm. 2 listopada 1895 w Kopenhadze) – duński malarz.

## Życiorys
Podstawy malarstwa otrzymał w rodzinnym Odense. W 1852 przeniósł się do Kopenhagi i dołączył do swojego brata Johana – drzeworytnika, pod którego kierunkiem uczył się drzeworytnictwa i akwaforty. Równocześnie pobierał lekcje malarstwa dekoracyjnego u Georga Hilkera. Uczestniczył także w zajęciach w Królewskiej Duńskiej Akademii Sztuk. Wkrótce postanowił skupić się na malarstwie i został uczniem pejzażysty P.C. Skovgaarda.
Jako malarz dekoracyjny był współautorem zdobienia westybulu Królewskiego Uniwersytetu Weterynaryjnego i Rolniczego (wraz z Hilkerem) oraz ozdobnych obramowań do fresków Wilhelma Marstranda w kaplicy grobowej króla Chrystiana IV w katedrze w Roskilde (wraz z Heinrichem Hansenem). Samodzielnie pracował we Frijsenborgu, Dagmarteatret i National Scala.
Jako pejzażysta swoją pierwszą wystawę miał w 1857 i otrzymał nagrodę Neuhausenske. W 1865 został pierwszym laureatem nagrody Sødringske Opmuntrings dla malarzy pejzażystów za pracę przedstawiającą jesienny poranek w Jægersborg Dyrehave, która została zakupiona przez Państwowe Muzeum Sztuki w Kopenhadze.
Przed 1871 oraz w latach 1875–1876 odbył dwie długie podróże artystyczne do Włoch. Od 1874 był członkiem Królewskiej Duńskiej Akademii Sztuk.